# Panta rei (album)
Panta rei è il primo album in studio della cantante serba Jelena Tomašević, uscito nel 2008.

## Tracce
1. Panta rei
2. Košava
3. Okeani
4. Ako opet odlaziš
5. Med i žaoka
6. Oro (featuring Bora Dugić)
7. Ne dam na tebe
8. Nema koga
9. Zovi me danima
10. Jutro
11. Noćas dođi mi
12. Minha dor (bonus track; versione portoghese di Oro)
13. Έλα αγάπη (Ela agapi) (bonus track; versione greca di Oro)
14. Adiós amor (bonus track; versione spagnola di Oro)
15. Oro (House remix) (bonus track)